# Sieme Zijm
Sieme Zijm (Den Helder, 25 januari 1978) is een voormalig Nederlands profvoetballer.
In zijn jeugd speelde Zijm voor ZDH in Den Hoorn (Texel), wat tevens het dorp is waarin hij is opgegroeid. Verder speelde hij in zijn jeugd bij HRC (Den Helder) en Texelse Boys (Texel).
Zijm begon zijn carrière als profvoetballer in 1996 bij AZ. Nadat hij drie jaar weinig aan spelen toekomt, wordt hij verhuurd aan FC Zwolle in de Eerste divisie. Na twee jaar gaat hij naar het hoger gewaardeerde Sparta waar hij van 1999 tot en met 2003 in de Eredivisie voetbalt.
Nadat hij weg mag bij Sparta in 2003 gaat hij naar de Go Ahead Eagles, waar hij drie jaar goed speelt. Dat levert de transfer naar Excelsior op waarmee hij in 2006 promoveert naar de Eredivisie. Vanaf seizoen 2006/2007 speelde hij met Excelsior in de Eredivisie. Die club verhuurde Zijm in januari 2008 voor de rest van het seizoen aan FC Dordrecht.
Na afloop van het seizoen 2007/2008 werd zijn contract bij Excelsior niet verlengd, waarop Zijm vertrok naar FC Emmen.
In februari 2009 werd bekend dat Zijm na afloop van het seizoen 2008/09 naar zaterdaghoofdklasser Excelsior Maassluis ging.
Na zijn spelerscarrière begint Zijm zijn trainerscarrière bij het tweede elftal van Victoria'04. Via het tweede elftal van Excelsior Maassluis, wordt Zijm in 2012 aangesteld als Hoofd Jeugdopleinding van de vereniging. Na 5 seizoenen vertrekt Zijm naar FC 's-Gravenzande waar hij dezelfde functie bekleed. Als assistent-trainer van AZ O19 behaald Zijm vervolgens zijn UEFA-A licentie.
Zijm debuteert als hoofdtrainer in 2019 wanneer Westlandia, dat op dat moment uit komt in de eerste klasse, hem aanstelt als hoofdtrainer van de zaterdag tak van de vereniging. Via Den Hoorn (1e klasse) komt Zijm bij PSV terecht, die hem een baan als trainer van PSV O17 aanbieden. Begin 2023 maakt Zijm de overstap naar East Atlanta Dutch Lions Football Club in de Verenigde Staten. Zijn taak: het neerzetten van een goede jeugdopleiding.
Met ingang van het seizoen 2024-2025 werd Zijm hoofdtrainer van VFC. Na een jaar zou hij deze functie gaan verruilen voor die van hoofd jeugdopleiding bij Tweede divisionist BVV Barendrecht. Hij vertrok echter al snel. Nog geen twee maanden na zijn presentatie koos hij ervoor om aan de slag te gaan als assistent-trainer bij Feyenoord Onder-19.

## Clubstatistieken
| Seizoen | Club            | Competitie     | Duels | Doelp. |
| ------- | --------------- | -------------- | ----- | ------ |
| 1995/96 | AZ              | Eerste divisie | 6     | 1      |
| 1996/97 | AZ              | Eredivisie     | 4     | 0      |
| 1997/98 | AZ              | Eerste divisie | 0     | 0      |
| 1997/98 | FC Zwolle       | Eerste divisie | 12    | 2      |
| 1998/99 | FC Zwolle       | Eerste divisie | 30    | 2      |
| 1999/00 | Sparta          | Eredivisie     | 31    | 3      |
| 2000/01 | Sparta          | Eredivisie     | 19    | 0      |
| 2001/02 | Sparta          | Eredivisie     | 29    | 1      |
| 2002/03 | Go Ahead Eagles | Eerste divisie | 25    | 0      |
| 2003/04 | Go Ahead Eagles | Eerste divisie | 33    | 2      |
| 2004/05 | Go Ahead Eagles | Eerste divisie | 35    | 1      |
| 2005/06 | Excelsior       | Eerste divisie | 31    | 0      |
| 2006/07 | Excelsior       | Eredivisie     | 26    | 0      |
| 2007/08 | Excelsior       | Eredivisie     | 13    | 0      |
| 2007/08 | FC Dordrecht    | Eerste divisie | 11    | 0      |
| 2008/09 | FC Emmen        | Eerste divisie | 16    | 0      |
| Totaal  | Totaal          | Totaal         | 321   | 12     |